# Munzach
Munzach (im Mittelalter Monzacha) ist heute ein Quartier und war früher ein Dorf auf dem Gebiet der heutigen Stadt Liestal (Kanton Basel-Landschaft, Schweiz). Der Ort ist vor allem durch die Überreste der  römischen villa rustica Munzach bekannt.
Die Örtlichkeit liegt an der Munzachquelle (auch Dietrichquelle) eines Bächleins und dürfte bereits in keltischer Zeit spärlich besiedelt gewesen sein. Das Dorf entwickelte sich im 3./4. Jahrhundert n. Chr. Weit herum bekannt war das direkt an der Munzachquelle erbaute St.-Lorenz-Kirchlein, das aus dem Frühmittelalter stammen könnte. Bereits im 13. Jahrhundert wurde das Dorf verlassen, die Bevölkerung suchte Schutz und Wohnung in der knapp zwei Kilometer entfernten Stadt Liestal, die erst kurz zuvor das Stadtrecht erhalten hatte. Bis ins 18. Jahrhundert blieb jedoch die St.-Lorenz-Kirche bestehen; sie wurde erst 1765 abgebrochen. Bis in die Neuzeit war die Munzachquelle nach einer angeblichen Muttergottes-Erscheinung ein beliebter Wallfahrtsort. 
1949 wurde die Munzachquelle neu gefasst. Man stiess nicht nur auf die Überreste des St.-Lorenz-Kirche, sondern überraschenderweise auch auf römische Fundamente. Der Primarlehrer Theodor Strübin (1908–1988) legte mit seinen Schulklassen in den Jahren danach die Fundamente eines der grössten römischen Landhäuser nördlich der Alpen frei, der Villa Munzach. Nach diesem bedeutenden Fund wird angenommen, dass sich der Ort Munzach auf den Überresten der römischen Siedlung entwickelt hat; der Ortsname für das Gebiet dürfte vom römischen Namen Montiacum kommen.
Heute erinnert ausser dem Namen kaum etwas an das frühere Dorf. Das Gebiet ist ein Wohnquartier von Liestal. Auch die Kantonale Psychiatrische Klinik Hasenbühl ist dort angesiedelt. Der Friedhof von Munzach ist auf einer kleinen Anhöhe neben der Bahnlinie erhalten.